# Bob Knight (cestista 1929)
Robert Fred Knight, detto Bob (Hartford, 30 aprile 1929 – Springfield, 23 maggio 2008), è stato un cestista statunitense, professionista nella ABL e nella NBA.

## Carriera
Prese parte a 5 stagioni della ABL, inframezzate dal servizio militare. Disputò 2 partite nella NBA con i New York Knicks nel 1954-55, segnando 7 punti.